# Ferenc Erkel
Ferenc Erkel (pronuncia ungherese [ˈfɛrɛnts ˈɛrkɛl]; Gyula, 7 novembre 1810 – Budapest, 15 giugno 1893) è stato un compositore, pianista e direttore d'orchestra ungherese.
Viene considerato il padre del Grand opéra ungherese componendo su trame storiche principalmente riferite alla tradizione del paese, per il quale compone anche la musica dell'Himnusz, cioè dell'inno nazionale adottato nel 1844.

## Opere

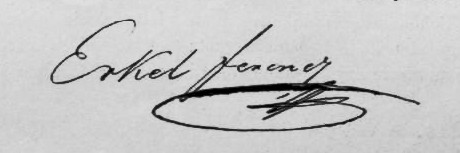
Autografo di Ferenc Erkel

- Bátori Mária (1840, 2 atti; Mária Bátori è l'amante di László, figlio del Colomanno d'Ungheria)
- Hunyadi László (1844, 4 atti)
- Erzsébet (1857, 3 atti, solamente il secondo è di Erkel)
- Bánk bán (1861, 3 atti; Bánk bán è un palatino di Andrea II) – ci si riferisce spesso a questa come l'opera nazionale dell'Ungheria
- Sarolta (1862, 3 atti)
- Dózsa György (1867, 5 atti)
- Brankovics György (1874, 4 atti)
- Névtelen hősök (1880, "Gli eroi innominati", 4 ati)
- István király (1885, "Re Stefano", 4 atti)
- Kemény Simon (ne rimangono frammenti; avrebbe dovuto essere in 3 atti)